# Kościół Nawiedzenia Najświętszej Maryi Panny w Regnowie
Kościół Nawiedzenia Najświętszej Maryi Panny – rzymskokatolicki kościół parafialny należący do parafii pod tym samym wezwaniem (dekanat Biała Rawska diecezji łowicikiej).

## Architektura
Jest to trzynawowa świątynia wzniesiona w stylu późnobarokowym. Wybudowana została na planie krzyża łacińskiego z trzema ołtarzami we wnętrzu. Barokowa fasada jest ozdobiona dwiema położonymi symetrycznie wieżami oraz umieszczonymi na elewacji pilastrami. Całość Jest przykryta dwuspadowym, blaszany dachem.

## Historia
Kościół został ufundowany przez Wojciecha Franciszka Lanckorońskiego. Budowa trwała dwa lata i zakończyła się w 1764 roku. Budowla została ostatecznie konsekrowana w 1772 roku. W czasach Księstwa Warszawskiego świątynia popadła w ruinę i dopiero w 1862 roku została odrestaurowana. Budowla pełniła kluczową rolę w czasie I wojny światowej, kiedy to służyła Rosjanom za punkt obserwacyjny i stała się terenem lokalnych walk.

## Wyposażenie
Świątynia posiada bardzo bogate wyposażenie, reprezentujące głównie styl barokowy. Główny ołtarz budowli powstał w stylu rokokowym i został wykonany w XVIII stuleciu. Otaczają go rzeźby Proroków Starego Testamentu, aniołów oraz świętego Michała Archanioła. W ołtarzach bocznych znajdują się wykonane w XVIII wieku rzeźby św. Antoniego Padewskiego oraz Chrystusa Ukrzyżowanego. Poza tym w świątyni Są umieszczone m.in. gotycka rzeźba przedstawiająca Pietę z XV wieku oraz obraz Matki Boskiej z Dzieciątkiem ubranej w srebrną sukienkę z XVIII wieku. Ciekawa jest również oryginalna ambona przypominająca swoim kształtem łódź z żaglem.